# Liberty Center

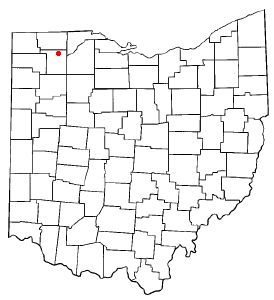
Liberty Center na planie stanu Ohio

Libery Center – wieś w USA, w hrabstwie Henry, w stanie Ohio.
Według danych z 2000 roku wieś zamieszkiwana była przez 1 109 mieszkańców.